# (31,10,3)-Blockplan
Der (31,10,3)-Blockplan ist ein spezieller symmetrischer Blockplan. Um ihn konstruieren zu können, musste ein kombinatorische Problem gelöst werden:
Eine leere 31×31-Matrix wurde so mit Einsen gefüllt, dass jede Zeile der Matrix genau 10 Einsen enthält und je zwei beliebige Zeilen genau 3 Einsen in der gleichen Spalte besitzen. Die Lösung dieses Problems ist nicht trivial. Es gibt nur gewisse Kombinationen von Parametern (wie hier v = 31, k = 10, λ = 3), für die eine solche Konstruktion überhaupt machbar ist. In dieser Übersicht sind die kleinsten solcher (v,k,λ) aufgeführt.

## Bezeichnung
Dieser symmetrische 2-(31,10,3)-Blockplan wird Triplane der Ordnung 7 genannt.

## Eigenschaften
Dieser symmetrische Blockplan hat die Parameter v = 31, k = 10, λ = 3 und damit folgende Eigenschaften:
- Er besteht aus 31 Blöcken und 31 Punkten.
- Jeder Block enthält genau 10 Punkte.
- Je 2 Blöcke schneiden sich in genau 3 Punkten.
- Jeder Punkt liegt auf genau 10 Blöcken.
- Je 2 Punkte sind durch genau 3 Blöcke verbunden.

## Existenz und Charakterisierung
Es existieren genau 151 nichtisomorphe 2-(31,10,3) - Blockpläne. Eine dieser Lösungen ist:
- Lösung 1 mit der Signatur 28·3, 3·7. Sie enthält 7 Ovale der Ordnung 4.

## Liste der Blöcke
Hier sind alle Blöcke dieses Blockplans aufgelistet; zum Verständnis dieser Liste siehe diese Veranschaulichung
- Lösung 1

```
  1   2   3   4   8  12  16  20  24  28
  1   2   3   5   9  13  17  21  25  29
  1   2   3   6  10  14  18  22  26  30
  7   8   9  10  12  13  14  20  21  22
 11  12  13  14  16  17  18  24  25  26
 15  16  17  18  20  21  22  28  29  30
  4   5   6  19  20  21  22  24  25  26
  8   9  10  23  24  25  26  28  29  30
  4   5   6  12  13  14  27  28  29  30
  4   5   6   8   9  10  16  17  18  31
  1   8  13  18  19  22  25  27  28  31
  1   4   7  12  17  22  23  26  29  31
  1   5   7   8  11  16  21  26  27  30
  1   6   9  11  12  15  20  25  30  31
  1   6   7  10  13  15  16  19  24  29
  1   5  10  11  14  17  19  20  23  28
  1   4   9  14  15  18  21  23  24  27
  2  10  12  17  19  21  24  27  30  31
  2   6   7  14  16  21  23  25  28  31
  2   4   7  10  11  18  20  25  27  29
  2   5   8  11  14  15  22  24  29  31
  2   5   7   9  12  15  18  19  26  28
  2   4   9  11  13  16  19  22  23  30
  2   6   8  13  15  17  20  23  26  27
  3   9  14  16  19  20  26  27  29  31
  3   5   7  13  18  20  23  24  30  31
  3   6   7   9  11  17  22  24  27  28
  3   4  10  11  13  15  21  26  28  31
  3   4   7   8  14  15  17  19  25  30
  3   6   8  11  12  18  19  21  23  29
  3   5  10  12  15  16  22  23  25  27
```

## Inzidenzmatrix
Dies ist eine Darstellung der Inzidenzmatrix dieses Blockplans; zum Verständnis dieser Matrix siehe diese Veranschaulichung
- Lösung 1

```
O O O O . . . O . . . O . . . O . . . O . . . O . . . O . . .
O O O . O . . . O . . . O . . . O . . . O . . . O . . . O . .
O O O . . O . . . O . . . O . . . O . . . O . . . O . . . O .
. . . . . . O O O O . O O O . . . . . O O O . . . . . . . . .
. . . . . . . . . . O O O O . O O O . . . . . O O O . . . . .
. . . . . . . . . . . . . . O O O O . O O O . . . . . O O O .
. . . O O O . . . . . . . . . . . . O O O O . O O O . . . . .
. . . . . . . O O O . . . . . . . . . . . . O O O O . O O O .
. . . O O O . . . . . O O O . . . . . . . . . . . . O O O O .
. . . O O O . O O O . . . . . O O O . . . . . . . . . . . . O
O . . . . . . O . . . . O . . . . O O . . O . . O . O O . . O
O . . O . . O . . . . O . . . . O . . . . O O . . O . . O . O
O . . . O . O O . . O . . . . O . . . . O . . . . O O . . O .
O . . . . O . . O . O O . . O . . . . O . . . . O . . . . O O
O . . . . O O . . O . . O . O O . . O . . . . O . . . . O . .
O . . . O . . . . O O . . O . . O . O O . . O . . . . O . . .
O . . O . . . . O . . . . O O . . O . . O . O O . . O . . . .
. O . . . . . . . O . O . . . . O . O . O . . O . . O . . O O
. O . . . O O . . . . . . O . O . . . . O . O . O . . O . . O
. O . O . . O . . O O . . . . . . O . O . . . . O . O . O . .
. O . . O . . O . . O . . O O . . . . . . O . O . . . . O . O
. O . . O . O . O . . O . . O . . O O . . . . . . O . O . . .
. O . O . . . . O . O . O . . O . . O . . O O . . . . . . O .
. O . . . O . O . . . . O . O . O . . O . . O . . O O . . . .
. . O . . . . . O . . . . O . O . . O O . . . . . O O . O . O
. . O . O . O . . . . . O . . . . O . O . . O O . . . . . O O
. . O . . O O . O . O . . . . . O . . . . O . O . . O O . . .
. . O O . . . . . O O . O . O . . . . . O . . . . O . O . . O
. . O O . . O O . . . . . O O . O . O . . . . . O . . . . O .
. . O . . O . O . . O O . . . . . O O . O . O . . . . . O . .
. . O . O . . . . O . O . . O O . . . . . O O . O . O . . . .
```

## Oval
Ein Oval des Blockplans ist eine Menge seiner Punkte, von welcher keine drei auf einem Block liegen. Hier sind alle 7 Ovale maximaler Ordnung dieses Blockplans (in jeder Zeile ist ein Oval durch die Menge seiner Punkte dargestellt):
- Lösung 1 (sämtliche Ovale)

```
  7  11  15  23
  7  11  19  31
  7  15  27  31
  7  19  23  27
 11  15  19  27
 11  23  27  31
 15  19  23  31
```